# Mór Jókai
Mór Jókai de Ásva, född 18 februari 1825 i Komárom, död 5 maj 1904 i Budapest, även känd som Maurus Jokai, var en ungersk dramatiker och författare. 

## Biografi
Jókai var den siste representanten för den så kallade romaneska romanen som, med Walter Scott som förebild och Miklós Jósika som föregångare hade avlöst János Arany och Sándor Petőfis lyrisk-patriotiska skola och lagt diktningen på relativ verklighetsgrund. Efter att ha kämpat vid Petőfis sida som den revolutionära ungdomens ledare 1848, verkade Jókai under en lång följd av år som redaktör för olika tidningar och tidskrifter med synnerlig kraft för höjande av ungernsk kulturella och politiska myndighet och satt från 1861 som riksdagsdeputerad för Tisza-partiet.
Jókai hade redan 1841 framträtt som författare med romanen Hétköznapok, och började efter revolutionens avslutande ett författaskap som, med tanke på de många andra områden där Jókai verkat snarast saknar motstycke inom världslitteraturen. Antalet romaner och novellsamlingar av Jókai uppgår till över 3000, och omkring 1850-1880 var Jókai utomlands snarast synonym till begreppet ungersk dikt.
På senare år försökte Jókai, som hela tiden stått under nära inflytande av Victor Hugo och Eugène Sue, att tillämpa naturalistiska metoden, sannolikt påverkade av de på 1880-talet framträdande ung-ungerska författarna som Gergely Csiky, Kálmán Mikszáth och Ferenc Herczeg, men denna metod passade honom dåligt.
Några av hans mer kända verk är Erdély aranykora, 1852 (Transsylvaniens gyllene ålder), Török világ Magyarországon (Turkarna i Ungern) och Egy magyar nábob, 1854 (En ungersk krösus). Hans A jövő század regénye (Novellen om det nästa århundradet) som skrevs 1872 anses som ett viktigt tidigt verk inom genren science fiction, även om den termen ännu inte existerade. 
En praktutgåva av hans samlade verk utom i 100 band (1898), och hans efterlämnade skrifter i tio band 1912. Ett 20-tal av Jókais romaner översattes till svenska på 1880- och 1890-talen.
Jókai studerade juridik i Kecskemét. Från 1896 var han medlem av överhuset.

## Eftermäle
Nedslagskratern Jókai på planeten Merkurius är uppkallad efter honom.